# Valle y salinas del Salado
El Valle y salinas del Salado es un espacio natural incluido en la Red Natura 2000, como Lugar de Importancia Comunitaria (LIC) y Zonas de Especial Protección para Aves (ZEPA), situado en el valle del río Salado, en la provincia de Guadalajara, comunidad autónoma de Castilla-La Mancha. Alcanza una extensión total de 11.585,19 hectáreas, distribuidas en 560,49 ha en Alcolea de las Peñas, 411,04 ha en la localidad de Cincovillas, 1.050,31 ha en Huérmeces del Cerro, 436,20 ha en La Olmeda de Jadraque, 497,44 ha en Paredes de Sigüenza, 1.042,56 ha en Riofrío del Llano, 532,32 en Riba de Santiuste, 5.902,58 ha en Sigüenza, 434,19 ha en Tordelrabano, 238,38 ha en Valdecubo y 472,03 ha en Viana de Jadraque. Todos ellos localidades de la provincia de Guadalajara en la comunidad de Castilla-La Mancha.

## Descripción
- Código NATURA 2000

LIC - ES4240165
ZEPA - ES0000165
- Clima - Mediterráneo continentalizado. (Supramediterráneo).
- Extensión - 11.585,19 ha.
- Altitud:

Mínima - 884 metros.
Media - 1.029 m.
Máxima - 1.162 m.
- Localización: W/E (Greenwich).

Longitud - W 2°45′9″
Latitud - N 41°4′48″

### Características
El lugar está compuesto por seis zonas del valle del río Salado, donde destaca, en primer lugar, la gran diversidad litológica y geomorfológica, ya que está zona coincide con el contacto entre el Sistema Central, con la prolongación más oriental de la Sierra de Ayllón, con litologías paleozoicas (fundamentalmente pizarras y cuarcitas), y las parameras del sistema Ibérico, con rocas mesozoicas de características variadas (areniscas, calizas, dolomías, margas, arenas albenses, etc).

#### Macizo de Riba de Santiuste - Alcolea de las Peñas
Este macizo es producto de una elevación local del zócalo paleozoico, siguiendo la dirección del Sistema Central, con una litológia de pizarras y cuarcitas en la zona occidental y areniscas Buntsandstein (rodenal) en la zona oriental. La vegetación dominante, son rebollares de Quercus pyrenaica y encinares silicícolas, sobre un arbustedo de brezal-jaral o jaral, con roquedos donde nidifican aves rapaces.

#### Encinares de Santamera - Huérmeces del Cerro
Amplia meseta elevada sobre una superficie de erosión de calizas y dolomías cretácicas. El páramo está cubierto de un extenso encinar, con rodales de quejigar y un enclave aislado de rebollar sobre arenas albenses, con gran valor biogeográfico. La erosión fluvial del Salado, ha provocado la existencia de pequeñas hoces y escarpes en Santamera, Huérmeces del Cerro, Viana de Jadraque y Cirueches, importantes para las aves rupícolas. Al tratarse de una meseta calcárea, los fenómenos kársticos están presentes, localizándose cuevas con gran valor para los quirópteros (Microrreserva Cueva de los Murciélagos (Guadalajara) en Santamera).

#### Salinas del río Salado, de Paredes de Sigüenza, de La Olmeda y de Imón
Al haber excavado la red hidrográfica el nivel del Keuper, compuesto por arcillas rojas vermiculadas con incrustaciones salinas, aparecen afloramientos de aguas subterráneas cargadas de sales, aprovechadas desde la antigüedad para la extracción de sal, hoy en día con una estructura de salina y métodos de extracción tradicionales y en riesgo de desaparición. Estas salinas se encuentran rodeadas de terrenos con altas concentraciones salinas, más o menos extensos en el fondo de los valles, donde existen interesantes comunidades de vegetación halófila.

### Flora y fauna
Destacan en este espacio natural las comunidades halófilas del fondo de valle no cultivado, de gran originalidad por su aislamiento, con presencia de especies raras en el interior de la península ibérica (Scorzonera parviflora, Glaux maritima), e integración con métodos tradicionales de explotación salinera de gran valor histórico-cultural. Se localizan las siguientes comunidades salobres:
- Restos de tayaral, (Agrostio stoloniferas - Tamaricetum gallicae).
- Juncales de Juncus acutus, (Holoschoeno - Juncetum acuti).
- Juncales halófilos, (Elymo curvifolii - Juncetum maritimi, Scorzonero parvoflorae - Juncetum maritimi, Bupleuro tenuissimi - Juncetum gerardi, Comunidad de Glaux maritima y Juncus maritimus).
- Comunidades halófilas terofíticas, (Parapholido incurvae - Frankenietum pulverulentae).
- Praderas halófilas vivaces de Puccinelias, (Aeluropo littoralis - Puccinellietum fasciculatae).
- Praderas terofíticas de Hordeum marinum, (Parapholido incurvae - Frankenietum pulverulentae).

#### El rodenal de Riba de Santiuste - Alcolea de las Peñas
Tiene la particularidad de ser el único afloramiento de areniscas Bunt en la provincia de Guadalajara que no está cubierto de pinares de Pinus pinaster, sino de encinar y rebollar (Luzulo forsteri - Quercetum pyrenaicae) exclusivamente, lo que puede tener significado biogeográfico. El rebollar presenta como etapas seriales varios tipos de brezal (Avenulo sulcatae - Callunetum vulgaris, Erico scopariae - Arctostaphylletum crassifoliae), junto con jarales y escobonales (Cytiso scoparii - Retametum sphaerocarpae). En algunas vaguadas húmedas se conservan cervunales (Carici pallescentis - Luzuletum multiforae).

#### Zona de Santamera - Huérmeces del Cerro
Esta zona incluye una extensa y magnífica representación de encinar supramediterráneo celtibérico - alcarreño (Junipero thuriferae - Quercetum rotundifoliae), que gracias al abandono del aprovechamiento de leñas desde hace unos 50 años está alcanzando una cobertura y altura considerables. Como matorrales de sustitución intercalares aparecen aliagares (Lino appresii - Genistetum rigidissimae), además de la característica orla espinosa (Rosetum micrantho - agrestis). En enclaves con suelo más profundo, alterna con quejigar (Cephalanthero rubrae - Quercetum faginae) con un excelente estado de conservación. En Carabias aflora un estrato de arenas silíceas de época albense (Cretácico Superior) donde se asienta un singular y aislado rebollar (Luzulo forsteri - Quercetum pyrenaicae) en cuyas vaguadas, más húmedas, están cubiertas de majadales (Festuco amplae - Poetum bulboseae), vallicares (Festuco amplae - Agrostietum castellanae), pastizales húmedos (Sanguisorbo - Deschampsietum hispanicae), juncales eutrofos (Cirsio monspessulani - Holoschoenetum) o nitrificados (Mentho longifoliae - Juncetum inflexi), formando un interesante complejo de comunidades vegetales.

#### Roquedos y laderas escarpadas
Los roquedos y laderas escarpadas cálcico - dolomíticas tienen un especial interés por el complejo de comunidades rupícolas y subrupícolas permanentes, y al permitir la nidificación de gran número de aves, entre las que destaca el buitre leonado, acompañado de otras valiosas especies como el alimoche y el halcón peregrino.
Entre las comunidades de farallones, cabe destacar las comunidades de farallones verticales (Antirrhino pulverulenti - Rhamnetum pumili) y la espeleuncicola (Chaenorhino - Sarcocapnetum enneaphyllae), junto a las comunidades de repisas calcáreas (Sedetum micrantho - sediformis), los pastizales terofíticos asociados a litosuelos (Hornungio petreae - Saxifragetum tridactylitae), matorrales pulvinulares espinosos sobre litosuelos (Saturejo gracilis - Erinaceetum anthyllidis) y matorrales subrupícolas de sabina negral (Rhamno - Juniperetum phoeniceae) y enebro de miera (Juniperus oxycedrus).
En el barranco de Cirueches aparece un matorral de pendientes rocosas de sabina negral con boj, con una localización separada de su área de distribución habitual de esta comunidad, (Buxo sempervirentis - Juniperetum phoeniceae), en la provincia .

### Vulnerabilidad
Las salinas, salobrales y vegas halófilas de la zona son vulnerables a los dragados, drenajes y canalizaciones, muy habituales en el cauce del río Salado, que disminuye el nivel freático y modifica la dinámica de la humedad y las sales del suelo.
La ausencia de vegetación de ribera y de comunidades sumergidas, se atribuye a los frecuentes dragados.
Las praderas halófilas de Hordeum marinum, pueden ser objeto de roturación para cultivo agrícola.
Las salinas corren el riesgo de desaparecer o verse transformadas, si las condiciones económicas, que condicionan la producción de sal, se volvieran desfavorables.
Las zonas forestales de Riba de Santiuste - Alcolea de las Peñas y Santamera - Huérmeces del Cerro no están en la actualidad, siendo objeto de aprovechamiento forestal, favoreciendo la evolución del arbolado existente. Nuevas actuaciones, carreteras, tendidos eléctricos, edificaciones, canteras, etc, tendrían gran impacto en la zona y una gran degradación de la zona.
Las zonas de nidificación de las aves rupícolas, son vulnerables a la frecuentación humana, y a los estudios para el futuro aprovechamiento eólico de la zona.

### Otras designaciones
Dentro de la zona se han declarado también dos microrreservas, una de flora los Saladares de la cuenca del río Salado y la microrreserva de fauna Cueva de los Murciélagos.